# Ecom Agroindustrial
Ecom Agroindustrial est une entreprise de commerce de denrée alimentaire, notamment de café, de coton et de cacao. Elle est créée en 1849 à Barcelone. Elle serait le deuxième plus grande intermédiaire dans le commerce de café, le quatrième dans le cotton et dans les 10 premiers dans le cacao.